# Makarios II di Cipro
Makarios Charalambous Papaioannou (greco: Αρχιεπίσκοπος Μακάριος Γ΄; Prodomos, 1870 – Nicosia, 28 giugno 1950) è stato un arcivescovo ortodosso e politico cipriota.
Egli è stato arcivescovo di Cipro dal 1947 fino alla sua morte con il nome di Makarios II. Era nato nel villaggio di Prodromos nel 1870.

## Biografia
Nel 1895 fu ordinato diacono e lasciò Cipro per proseguire gli studi. Studiò presso la Grande Scuola della Nazione a Costantinopoli prima di entrare nella Scuola Teologica di Halki.
Nel 1912 si arruolò nell'esercito ellenico e servì come cappellano durante le guerre balcaniche. Il 20 marzo 1917 fu eletto vescovo di Kyrenia.
Dopo i disordini dell'ottobre 1931, Makarios fu esiliato dall'amministrazione britannica. Rimase a Pangrati, ad Atene, durante la Seconda Guerra Mondiale e tornò a Cipro il 22 dicembre 1946.
Makarios II fu eletto arcivescovo di Cipro, senza avversari, il 24 dicembre 1947. Morì il 28 giugno 1950 e gli succedette Makarios III.
| Controllo di autorità | VIAF (EN) 9304159478108627990004 · LCCN (EN) no2018134972 · GND (DE) 115089850X |